# ريح الشمال (مسلسل)
ريح الشمال مسلسل تلفزيوني إماراتي تراثي من بطولة محمد المنصور، أسمهان توفيق، محمد العامري، شهد الياسين، سيف الغانم ، عرض الجزء الأول منه في شهر رمضان 2008، وهو من تأليف الكاتب البحريني جمال الصقر ، ومن إخراج المخرج البحريني مصطفى رشيد .

## طاقم العمل

### الممثلون
- محمد المنصور  بدور «« أبو صقر »»
- أسمهان توفيق  بدور «« المطوعة آمنة »»
- محمد العامري  بدور «« سيف »»
- شهد الياسين  بدور «« نورة »»
- سيف الغانم  بدور «« أبو شهاب »»
- محمد ياسين
- عبد الله صالح  بدور «« أبو أحمد »»
- عبد الرحمن الملا  بدور «« صقر »»
- شمعة محمد  بدور «« أم أحمد »»
- مرعي الحليان  بدور «« سعيد »»
- سعيد بتيجة  بدور «« مسعود »»
- موسى البقيشي  بدور «« ياقوت »»
- أشجان  بدور «« حمده »»
- أزهار الحلواجي  بدور «« سارة »»
- عيسى كايد  بدور «« خشاش »»
- عبد الله زيد  بدور «« مفتاح »»
- محمد سعيد السلطي  بدور «« أبو فهد »»
- جاسم الخراز  بدور «« أحمد »»
- بدور محمد  بدور «« ظبية »»
- عبد الله الحريبي  بدور «« شهاب »»
- عمر الملا  بدور «« ماجد »»
- أبرار الحمد
- علي الشالوبي  «« ضيف شرف »»
- عبد الله مسعود
- مريم سلطان  بدور «« عبيدة _ ضيف شرف »»
- عائشة عبد الرحمن  «« ضيف شرف »»
- نيفين ماضي  بدور «« ماري »»

## ملخص القصة
- ملخص قصة مسلسل ريح الشمال الجزء الأول 2008

خلال فترة الأربعينات من القرن الماضي، يعيش أبو صقر مع ابنه، وعندما يقرر شراء مركب للعمل عليه، يتحداه أبو شهاب، ويحاول إفساد الأمر عليه بالاتفاق مع قطاع الطرق لسرقة أمواله، وذلك انتقاما منه لعداء قديم نشأ بينهما. في حين يتعلق صقر بقلب نورة ويضطر للتضحية بحبه وفاءً لصديقه بدر الذي تطلع للزواج منها.
- ملخص قصة مسلسل ريح الشمال الجزء الثاني 2010

بعد مجيء بنات أخو بوصالح، قرر أبو صقر أن يتناسى عذاباته مع زوجته مريم، ليبدأ حياة جديدة في قصة حب مع ابنة أخو بوصالح الأرملة حمدة التي كانت إلى حدٍ ما تشبه زوجته الراحلة، وفي الوقت الذي أراد صقر الزواج من ابنة أخو بوصالح الصغرى سارة وأراد أن يخبر أبوه بذلك، تفاجأ بأن الأب هو الآخر يرغب في الزواج.
- ملخص قصة مسلسل ريح الشمال الجزء الثالث 2012

مابين حقبة الثلاثينيات وحتى حقبة الخمسينيات من القرن العشرين خلال فترة الاحتلال البريطاني، يتناول المسلسل العديد من الجوانب الاجتماعية والتراثية التي عاشها المجتمع في تلك الفترة، من خلال عدد من القصص الإنسانية المتداخلة، منها قصة زواج (نورة) و(صقر) التي ينتج عنها مفاجأة صاعقة حينما تنجب (نورة) طفلة سمراء البشرة، وأبو (صقر) الذي يعاني من فقد بصره بعد رحلة طويلة في البحار.

## هوامش
- تم إضافة نحو 16 شخصية جديدة وتوسيع أدوار شخصيات رئيسية شاركت في الجزء الأول .[3]

- تم تصوير المشاهد البحرية والمزارع الخارجية، وانتقل إلى التصوير الداخلي في القرية التراثية التي جهزها أحمد الجسمي بتكلفة وصلت إلى 850 ألف درهم، في مقر استوديوهات “جرناس” في المنطقة الواقعة بين إماراتي عجمان وأم القيوين على شارع الإمارات، لتعبر عن فترة الأربعينات من القرن الماضي، أي بزيادة 10 سنوات على أحداث الجزء الأول من المسلسل .

- ابتكر أحمد الجسمي مدير “جرناس” شكلاً جديداً للدعاية للأعمال الفنية، صاد به عدة عصافير بحجر واحد، حيث روّج لمسلسل “ريح الشمال” ولنجومه بمسيرة للسيارات الكلاسيكية القديمة، طافت أنحاء الشارقة بدءاً من المطار ومروراً بكورنيش البحيرة المكتظ بالجمهور، ثم العودة إلى استوديوهاته ثانية، أما الفائدة الثانية فتمثلت في تكريس التعاون مع نادي ومتحف الشارقة للسيارات القديمة لإمداد “ريح الشمال” بعدد من السيارات التي تعبر عن فترة الأربعينات، والعصفور الثالث خلف أجواء أسرية طريفة بين أسرة المسلسل، واستمتاعهم بقيادة سيارات قديمة والتجول بها بين الناس .[4]